# جامع الأمهات
جامع الأمهات هو كتاب في الفقه المالكي لابن الحاجب قصد مؤلفه من وضعه جمع ما تقدمه من مسائل الفقه وفروعه ملخصة من أقوال علماء المذهب المالكي وكتبهم المشهورة، وفي هذا يقول : لما كنت مشتغلا بوضع كتابي كنت أجمع الأمهات، ثم أجمع ما اشتملت عليه تلك الأمهات في كلام موجز، ثم أضعه في الكتاب حتى كمل.
ويذكر بعض أهل العلم ممن لهم عناية بالكتاب أن ابن الحاجب اختصر كتابه من ستين ديوانا، وأن فيه من المسائل ست وستون ألف مسألة.
وأما المسائل التي ينطوي عليها الكتاب فتوزعت فيه على خمسة عشرة كتابا هي: الصلاة، والزكاة، والحج، والأضحية، والجهاد، والنكاح، والظهار، والرضاع، والبيوع، والسلم، والأقضية، والشهادة، والدعوة والجواب المبين والنكول والبينة، والديات، ثم الكتاب الجامع لفروع مختلفة.
طبع في دار اليمامة بيروت الطبعة الثانية 1431 هـ تحقيق أبي عبد الرحمن الأخضر الاخضري, وفي دار الكتب العلمية بيروت تحقيق بدر العمراني